# Вершинино (Зеленоградский район)
Вершинино — посёлок в Зеленоградском районе Калининградской области. Входил до 2016 в состав Ковровского сельского поселения.
На территории посёлка находится памятник погибшим в годы Первой мировой войны, установленный в 1919 году.

## Население
| 2002 | 2010 |
| ---- | ---- |
| 3    | ↗7   |